# Bowling Bowling Bowling Parking Parking
Bowling Bowling Bowling Parking Parking – другий концертний альбом американського панк-рок гурту Green Day. Виданий 25 липня 1996 року на Reprise Records для Європи, Японії та Південної Америки. Треки до альбому були записані під час виступів гурту у різних країнах.

## Список пісень
| #  | Назва                   | Записаний                                         | Тривалість |
| -- | ----------------------- | ------------------------------------------------- | ---------- |
| 1. | «Armatage Shanks»       | 26 березня 1996 у Sporthalle, Прага               | 2:18       |
| 2. | «Brain Stew»            | 26 березня 1996 у Sporthalle, Прага               | 3:04       |
| 3. | «Jaded»                 | 26 березня 1996 у Sporthalle, Прага               | 1:23       |
| 4. | «Knowledge»             | 11 березня 1994 у Jannus Landing, Сент-Пітерсбург | 2:38       |
| 5. | «Basket Case»           | 27 січня 1996 на Harumi Arena, Токіо, Японія      | 2:52       |
| 6. | «She»                   | 27 січня 1996 на Harumi Arena, Токіо, Японія      | 2:20       |
| 7. | «Walking Contradiction» | 26 березня 1996 у Sporthalle, Прага               | 2:31       |

| Японська версія | Японська версія        | Японська версія                              | Японська версія |
| #               | Назва                  | Записаний                                    | Тривалість      |
| --------------- | ---------------------- | -------------------------------------------- | --------------- |
| 8.              | «Dominated Love Slave» | 27 січня 1996 на Harumi Arena, Токіо, Японія | 2:19            |